# Theuma capensis
Espèce
Theuma capensis est une espèce d'araignées aranéomorphes de la famille des Prodidomidae.

## Distribution
Cette espèce se rencontre en Afrique du Sud et au Botswana.

## Description
Les mâles mesurent de 4,5 à 5 mm et les femelles de 5 à 7 mm.

## Systématique et taxinomie
Cette espèce a été décrite par Purcell en 1907.

## Étymologie
Son nom d'espèce, composé de cap et du suffixe latin -ensis, « qui vit dans, qui habite », lui a été donné en référence au lieu de sa découverte, la péninsule du Cap.

## Publication originale
- Purcell, 1907 : « New South African spiders of the family Drassidae in the collection of the South African Museum. » Annals and Magazine of Natural History, sér. 7, vol. 20, p. 297-336 (texte intégral).